# Lis na česnek

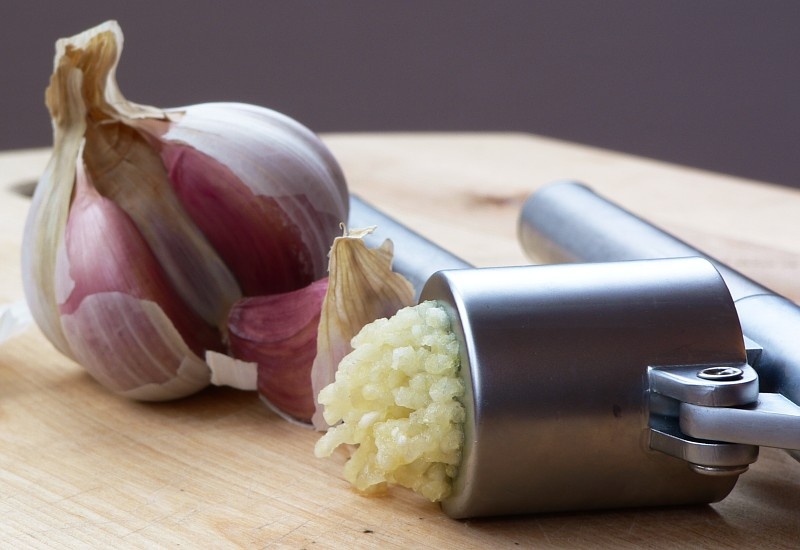
Prolisovaný česnek

Lis na česnek je kuchyňská pomůcka, která drtí stroužky česneku jejich prolisováním přes síť malých otvorů, obvykle za pomoci pístu. Mnoho lisů na česnek obsahuje i plastové zařízení na čištění, které se skládá z tupých kolíků, jejichž rozložení odpovídá rozložení otvorů v mřížce.
Lisy na česnek představují výhodnou alternativu k sekání nebo tření česneku s nožem, a to zejména proto, že stroužek česneku může být prolisován lisem i se slupkou. Česnek je vytlačen ven, zatímco slupka zůstane v lisu. Některé zdroje také tvrdí, že protlačování česneku se slupkou usnadňuje čištění lisu.
Věří se, že prolisovaný česnek má jinou chuť než sekaný. Prolisováním se poškodí více buněčných stěn a tím se uvolní více výrazných chuťových složek česneku. Kuchař syrových jídel Renée Underkoffler říká, že "dobrý lis na česnek dělá z manipulování s česnekem čistou radost. Lisovaný česnek má lehčí a jemnější chuť než sekaný, protože neobsahuje hořký středový stonek. "
Na druhou stranu někteří kuchaři tvrdí, že prolisovaný česnek má horší chuť ve srovnání s jinými úpravami česneku. Například kuchař Anthony Bourdain radí: "Neprotlačujte. Nevím, co je to za hnus, který vychází z konců těch věcí, ale česnek to není."
Cooks Illustrated uvádí některé další využití pro lis na česnek, jako je drcení jiných drobných věcí (například olivy, kapary, ančovičky) nebo lisování malého množství cibulového či šalotková džusu.